# آلموند (کارولینای شمالی)
الموند، شمال کارولینا (به انگلیسی: Almond, North Carolina) یک منطقهٔ مسکونی در ایالات متحده آمریکا است که در کارولینای شمالی واقع شده‌است.

## خصوصیات
الموند ۵۲۴٫۸۷ متر بالاتر از سطح دریا واقع شده‌است.